# Шилькрот, Виктор Ильич
Викто́р Ильи́ч Шилькро́т (род. 11 апреля 1979, Москва) — российский сценограф. Лауреат национальной премии «Золотая Маска» (2015).

## Биография
Родился в 1979 году, в Москве. Отец — Илья Юрьевич Шилькрот, хирург (1954),
мать — Наталия Григорьевна Каминская, театральный критик (1953).
В 2001 году окончил постановочный факультет Школы-студии МХАТ. В 2003 году под руководством Олега Шейнциса и Алексея Кондратьева окончил аспирантуру.
Как художник-постановщик работает с 2002 года. Сценография Шилькрота получала высокую оценку критиков.
С 2002 по 2016 год преподавал в Школе-студии МХАТ. С 2006 по 2017 год вёл курс вместе с Алексеем Кондратьевым, а также исполнял обязанности декана факультета Сценографии и Театральной технологии.
С 2016 года — главный художник московского Театра на Покровке (главный режиссер Геннадий Шапошников).

## Семья
Женат на художнице Марии Бронштейн. Есть трое детей.

## Творчество

### Театр на Покровке
- Последние страницы из дневника женщины (режиссёр А. Максимов, художник по костюмам И. Белоусова, 2004 год)
- М. Горький. На дне(режиссёр В. Портнов, художник по костюмам Н. Войнова, 2005 год)
- Е. Шварц. Дракон (режиссёр С. Арцибашев, 2009 год)
- Л. Толстой. Война и мир.Княжна Марья(режиссёр С. Посельский, художник по костюмам И. Белоусова, 2010 год)
- А. Чехов. О вреде табака(режиссёр С. Арцибашев, художник по костюмам И. Белоусова, 2011 год)
- Ж. Б. Мольер. Тартюф(режиссёр С. Посельский, художник по костюмам И. Белоусова, 2014 год)
- В. Шукшин. Энергичные люди (режиссёр С. Арцибашев, художник по костюмам И. Белоусова, 2014 год)
- М. Лермонтов. Арбенин(режиссёр С. Арцибашев, художник по костюмам И. Белоусова, 2015 год)
- А. Толстой. Буратино (режиссёр И. Демченко, художник по костюмам Е. Абрамова, 2016 год)
- А. Чехов. Браво, Чехов! или О чем пели соловьи ( режиссер Г. Шапошников, 2016 год)
- В. Воробьев, А. Колесников. Головокружение. Назым Хикмет: Любовь и Судьба (режиссёр В. Воробьев, 2017 год)
- В. Розов.  Вечно Живые (режиссёр Г. Шапошников, художник по костюмам М. Козлова, 2017 год)
- Каникулы с пиратами (режиссер О. Семаева,художник по костюмам О. Готовская, 2017 год)
- Н. Гоголь. Ревизор (режиссёр Г. Шапошников, 2017 год)
- С. Козлов. Поющий поросёнок (режиссер О. Семаева, художник по костюмам Л. Подгорбунская, 2017 год)
- Д. Фонвизин. Недоросль (режиссёр Г. Шапошников, художник по костюмам Л. Подгорбунская 2018 год)
- А. Чехов. Свадьба (режиссёр Г. Шапошников, художник по костюмам И. Белоусова, 2018 год)
- Р. Киплинг.  Рики-Тики-Тави (режиссёр О. Лабозин, художник по костюмам Л. Подгорбунская, 2019 год)
- О. Черепова. По щучьему велению (режиссер О. Лабозин, художник по костюмам Л. Андреев, 2020 год)

### Московский областной государственный театр кукол
- Г. Остер. Котёнок по имени Гав (режиссер О. Лабозин, 2018 год)

### Московский театр кукол
- Е. Шварц. Красная Шапочка (режиссёр В. Крючков, 2006 год)
- С. Маршак. 12 месяцев (режиссер О. Минаичева, 2007 год)

### Театр Современник
- А. Галин. Дизрикися (режиссер А. Галин, 2009 Год)

### Театр на Малой Бронной
- Б. Нушич. Славянские безумства (режиссёр Р. Самгин, художник по костюмам Н. Войнова, 2004 год)
- И. Нестрой. Кавалер роз (режиссёр Р. Самгин, художник по костюмам И. Белоусова, 2006 год)
- Э. Скриб. Адриенна Лекуврер (режиссёр Р. Самгин, художник по костюмам И. Белоусова, 2005 год)
- А. Островский. Горячее сердце (режиссёр Р. Самгин, художник по костюмам И. Белоусова, 2007 год)
- Л. Толстой. Княжна Марья (режиссёр С. Посельский, художник по костюмам В. Никольская, 2016 год)
- А. Островский. Без вины виноватые (режиссёр Р. Самгин, художник по костюмам И. Белоусова, 2022 год)

### Et Cetera
- А. Куприн. Олеся (режиссёр Г. Полищук, художник по костюмам И. Беловусова, 2009 год)
- А. Галин. Компаньоны (режиссёр А. Галин, 2007 год)

### Школа Драматического Искусства
- И. Себастьян. Безымянная звезда (режиссёр А. Огарев, художник по костюмам И. Белоусова, 2018 год)

### Центр имени Вс. Мейерхольда
- Р. Акутагава. В чаще (режиссеры Н. Берман, Д. Чащин, А. Шавлов, Т. Баталов, В. Рыжаков, Г. Сурков,  2015 год)

### Московский Художественный театр
- Т. Рэттиган. Спящий принц (режиссёр Р. Самгин, художник по костюмам И. Белоусова, 2017 год)

### Большой Театр
- С. Невский. Франциск (режиссёр В. Бочаров, 2012 год)
- А. Даргомыжский.  Каменный гость (режиссёр Д. Белянушкин, художник по костюмам И. Белоусова, 2016 год)

### Свердловский театр музыкальной комедии
- FIGARO (режиссер Д. Белов, художник по костюмам О. Шагалина, 2006 год)

### Театр Сатиры
- Н. Саймон. Дураки (режиссёр А. Ширвиндт, О. Шагалина, 2013 год)
- Р. Овчинников. Где мы?!Оо... (режиссёр Р. Овчинников, художник по костюмам И. Белоусова, 2018 год)

### Театр Маяковского
- Н. Саймон. Развод по мужски (режиссёры С. Арцибашев, С. Посельский, художник по костюмам И. Белоусова, 2008 год)

### Театр Пушкина
- А. Островский. Доходное место (режиссёр Р. Самгин, художник по костюмам И. Белоусова, 2014 год)
- Эта прекрасная жизнь (режиссёр Р. Самгин, художник по костюмам И. Белоусова, 2017 год)

### Московский театр юного зрителя
- П. Кальдерон. Кавалер-призрак (режиссёр Р. Самгин, художник по костюмам И. Белоусова, 2008 год)

### Театр на Таганке
- А. Житковский. Горка (режиссёр Д. Чащин, художник по костюмам Е. Галактионова, 2019 год)

### Театр-Театр (Пермь)
- М. Дунаевский. Алые паруса (режиссёр Б. Мильграм, художник по костюмам И. Белоусова, 2012 год)
- Р. Тома. 8 женжин (режиссёр Б. Мильграм, художник по костюмам И. Белоусова, 2013 год )
- А. Островский. На всякого мудреца довольно простоты (режиссёр Б. Мильграм, художник по костюмам И. Белоусова, 2016 год)
- Е. Загот. Винил (режиссёр Б. Мильграм, художник по костюмам И. Белоусова, 2019 год)

### Театр Глобус (Новосибирск)
- Ж. Б. Мольер. Скупой(режиссёр Р. Самгин, художник по костюмам И. Белоусова, 2010 год)
- А. Островский. Лес (режиссёр Р. Самгин, художник по костюмам И. Белоусова, 2012 год)
- Н. Гоголь.  Ревизор (режиссёр Р. Самгин, художник по костюмам И. Белоусова, 2016 год)

### Российский академический молодёжный театр
- Э. Ионеско. Бескорыстный убийца (режиссер  К. Богомолов, 2004 год)
- Дж. Лондон. Мартин Иден (режиссер А. Васильев, художник по костюмам Н. Войнова, 2008)
- А. Аверченко. Подходцев и двое других (режиссер  С. Алдонин, художник по костюмам И. Белоусова, 2015 год)